# Feedback (canção)
"Feedback" é o primeiro single da cantora Janet Jackson em seu décimo álbum de estúdio, Discipline. A música foi produzida por Rodney Jerkins e D'Mile e foi a primeira estréia de Janet na Island Records. No YouTube, foi o vídeo mais assistido em 10 de Janeiro.
Jackson filmou o videoclipe com o diretor britânico Saam Farahmand e teve sua estréia no BETs 106 & Park em 8 de Fevereiro.

## Charts
| Chart (2008)                     | Posição |
| -------------------------------- | ------- |
| Australian ARIA Singles Chart    | 50      |
| Ö3 Austria Top 40                | 47      |
| Belgian Singles Chart (Flanders) | 19      |
| Canadian Hot 100                 | 3       |
| Danish Singles Chart             | 27      |
| Dutch Singles Chart              | 59      |
| French Singles Chart             | 36      |
| German Top100 Singles            | 40      |
| Greek Singles Chart              | 5       |
| Irish Singles Chart              | 32      |
| New Zealand RIANZ Chart          | 17      |
| Norwegian Singles Chart          | 16      |
| Portuguese Singles Chart         | 19      |
| Swedish Singles Chart            | 41      |
| Swiss Singles Chart              | 51      |
| Billboard Hot 100                | 19      |
| Billboard Hot Dance Club Play    | 1       |